# كاتدرائية ألكسندر نيفيسكي (صوفيا)
كاتدرائية ألكسندر نيفيسكي (بالبلغارية: Храм-паметник "Свети Александър Невски")‏، هي كنيسة في مدينة صوفيا في بلغاريا. بنيت على الطراز البيزنطي الجديد، وهي بمثابة كاتدرائية بطريرك بلغاريا، ويعتقد أنها واحدة من أكبر 50 كنيسة (من حيث الحجم) في العالم. وهي واحدة من رموز صوفيا والمعالم السياحية الرئيسية. تحتل كاتدرائية سانت ألكسندر نيفسكي في صوفيا مساحة 3170 مترًا مربعًا (34100 قدم مربع) ويمكنها استيعاب 5000 شخص في الداخل. ويعتقد أنه من بين أكبر 10 مباني للكنيسة الأرثوذكسية الشرقية. وهي ثالث أكبر كاتدرائية أرثوذكسية تقع في جنوب شرق أوروبا، ولا يتم تجاوزها إلا بكاتدرائيتين جديدتين لم يتم استكمالهما بالكامل - كاتدرائية إنقاذ الشعب الروماني في بوخارست وكنيسة سانت سافا في بلغراد. ويعتقد أنه حتى عام 2000 كانت أكبر كاتدرائية أرثوذكسية منتهية.